# 무스카린성 아세틸콜린 수용체

Acetylcholine - the natural agonist of muscarinic and nicotinic receptors.

Muscarine - an agonist used to distinguish between these two classes of receptors. Not normally found in the body.

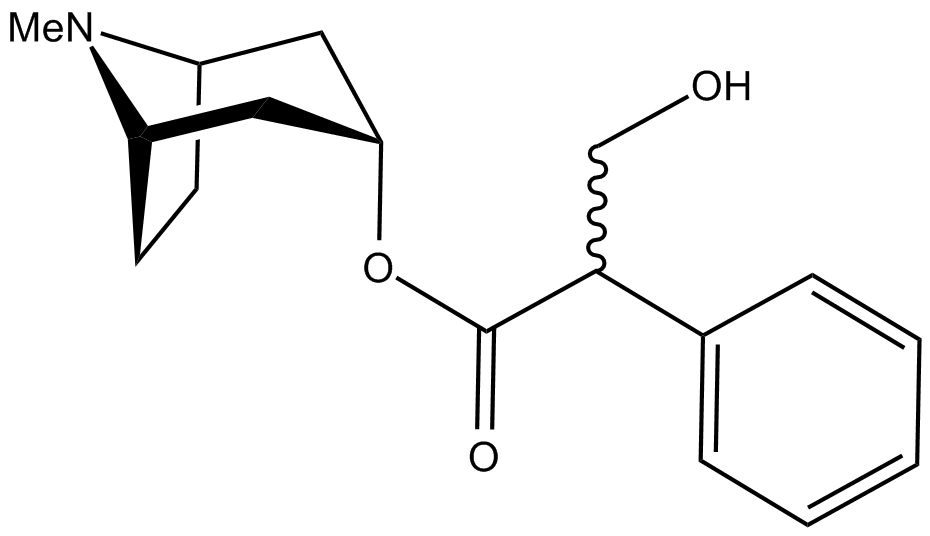
Atropine - an antagonist.

무스카린성 아세틸콜린 수용체(영어: muscarinic acetylcholine receptors, mAChR)는 특정 뉴런과 다른 세포의 세포막에서 G 단백질 결합 수용체 복합체를 형성하는 아세틸콜린 수용체이다. 이들은 부교감 신경계의 신경절이후 신경섬유에서 방출되는 아세틸콜린에 의해 자극되는 주요 말단 수용체 역할을 포함하여 여러 가지 역할을 수행한다.
무스카린성 수용체는 니코틴보다 무스카린에 더 민감하기 때문에 그렇게 명명되었다. 반대로 니코틴에 더 민감한 수용체는 자율신경계에서도 중요한 수용체 이온 통로인 니코틴성 아세틸콜린 수용체(nAChR)이다. 많은 약물과 기타 물질(예: 필로카르핀 및 스코폴라민)은 선택적 작용제 또는 길항제로 작용하여 이 두 가지 수용체를 조작한다.

## 기능
아세틸콜린(ACh)은 뇌, 신경근 접합부 및 자율신경절에서 발견되는 신경전달물질이다. 무스카린성 수용체는 다음과 같은 역할로 사용된다.

### 회복 수용체
ACh는 항상 자율신경절 내의 신경전달물질로 사용된다.

### 절후 뉴런
이들 수용체의 또 다른 역할은 자율신경계의 부교감신경부에 있는 신경분포 조직과 신경절후 뉴런의 접합부이다. 여기서 아세틸콜린은 다시 신경전달물질로 사용되며, 무스카린성 수용체는 신경 분포 조직의 중요한 수용체이다.

### 신경 분포 조직
교감신경계 중 콜린성 수용체를 사용하는 부분은 거의 없다. 땀샘의 수용체는 무스카린성 유형이다. 교감신경계에는 또한 부신 수질의 크롬친화성 세포에서 끝나는 일부 신경절전 신경이 있는데, 이 신경은 에피네프린과 노르에피네프린을 혈류로 분비한다. 일부는 크로마핀 세포가 변형된 신경절후 CNS 섬유라고 보고 있다. 부신 수질에서는 아세틸콜린이 신경 전달 물질로 사용되며 수용체는 니코틴 유형이다.
체성신경계는 신경근 접합부에서 아세틸콜린에 대한 니코틴 수용체를 사용한다.

### 상위 중추신경계
무스카린성 아세틸콜린 수용체도 국소 신경계 전반에 걸쳐 시냅스 후 및 시냅스 전 위치에 분포한다. 또한 교감 뉴런의 시냅스후 수용체가 부교감 신경계가 교감 효과를 억제할 수 있게 한다는 근거도 있다.

### 신경근 접합부의 시냅스전 막
무스카린성 아세틸콜린 수용체는 신경-근육 접합부의 체세포 뉴런의 시냅스전 막에도 나타나는 것으로 알려져 있으며, 여기서 이들은 아세틸콜린 방출 조절에 관여한다.

## 같이 보기
- 신경절
- 신경절이후신경섬유 (postganglionic nerve fiber, 절후신경섬유)
- 아세틸콜린 수용체 (콜린성 수용체)

- 니코틴성 아세틸콜린 수용체

- 아드레날린 수용체
- 콜린성
- 무스카린 작용제
- T세관
- 기전류(rheobase, 기전압)
- 무스카린 수용체 M3
- 둥근주머니
- 타원주머니